# أطعمة طبيعية

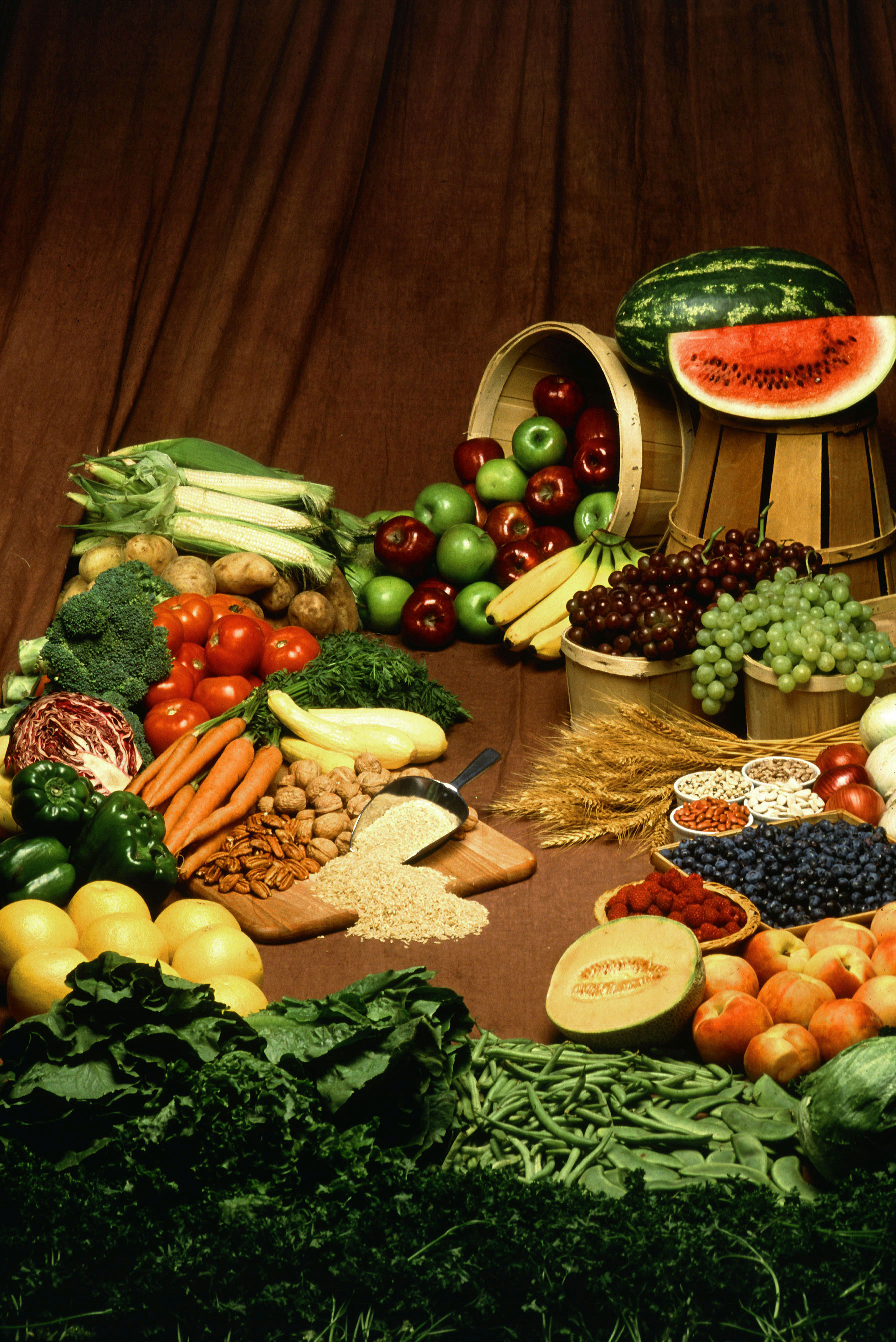

الأطعمة الطبيعية هي المواد الغذائية المعلن عنها بأنها «طبيعية». للحصول على الطعام الذي يتوافق مع معايير الزراعة العضوية راجع الأغذية العضوية.
الاطعمه الطبيعية وجميع الاطعمه الطبيعية هي مصطلحات تستخدم علي نطاق واسع في وضع العلامات الغذائية والتسويق مع مجموعه متنوعة من التعاريف، ومعظمها غامضه. وغالبا ما يفترض ان المصطلح يعني الاطعمه التي لم تجهز والمكونات التي هي جميع المنتجات الطبيعية (في معني الصيدلي لهذا المصطلح)، التالي نقل نداء إلى الطبيعة. ولكن الافتقار إلى المعايير في معظم الولايات القضائية يعني ان هذا المصطلح لا يضمن شيئا. وفي بعض البلدان، يعرف مصطلح «الطبيعي» وينفذ. وفي بلدان أخرى، مثل الولايات المتحدة، لا يتم إنفاذها.

## تعاريف متنوعة
غالبًا ما يُفترض أن «الأطعمة الطبيعية» هي أطعمة لا يتم معالجتها، أو لا تحتوي على أي إضافات غذائية، أو لا تحتوي على إضافات خاصة مثل الهرمونات أو المضادات الحيوية أو المحليات أو ألوان الطعام أو النكهات التي لم تكن موجودة أصلاً في الطعام.

في الواقع، أظهر العديد من الأشخاص (63٪) عند المسح وجود تفضيل لمنتجات وصفت بأنها «طبيعية» مقارنة بالنظراء غير المميزين، استنادًا إلى الاعتقاد السائد (86٪ من المستهلكين المستطلعون) أن مصطلح «طبيعي» يشير إلى أن الطعام لا تحتوي على أي مكونات اصطناعية

يتم استخدام المصطلحات بشكل مختلف وسوء استخدامها على التسميات والإعلانات.
لا تعترف هيئة الأغذية والزراعة التابعة لمنظمة الأغذية والزراعة الدولية بمصطلح «طبيعي» ولكنها تحتوي على معيار للأغذية العضوية.

أساسا، تستمد جميع المواد الغذائية تقريبا من المنتجات الطبيعية للنباتات والحيوانات
[وصلة مكسورة]

## التعريف حسب العملية وحسب المنتج

### المملكة المتحدة
وفي المملكة المتحدة، نشرت وكاله معايير الاغذيه معايير لاستخدام عده مصطلحات في وضع العلامات الغذائية. ويقيد التوجيه، بوجه عام، استخدام الاغذيه الطبيعية في الاطعمه التي تحتوي علي «المكونات التي تنتجها الطبيعة، وليس عمل الإنسان أو يتدخل فيها الإنسان». النكهات الطبيعية محدده بوضوح بقوانين منفصلة

وهناك معايير مختلفه لأنواع مختلفه من الاغذيه، مثل منتجات ألبان. كما انه يعطي معايير لبعض تقنيات تجهيز الاغذيه، مثل التخمير أو البسترة. المعيار الذي ينص صراحة علي "الاطعمه المستمدة من عمليات جديده، المعدلة وراثيا أو الاستنساخ
.